# Allerheiligen (Zürich-Neuaffoltern)

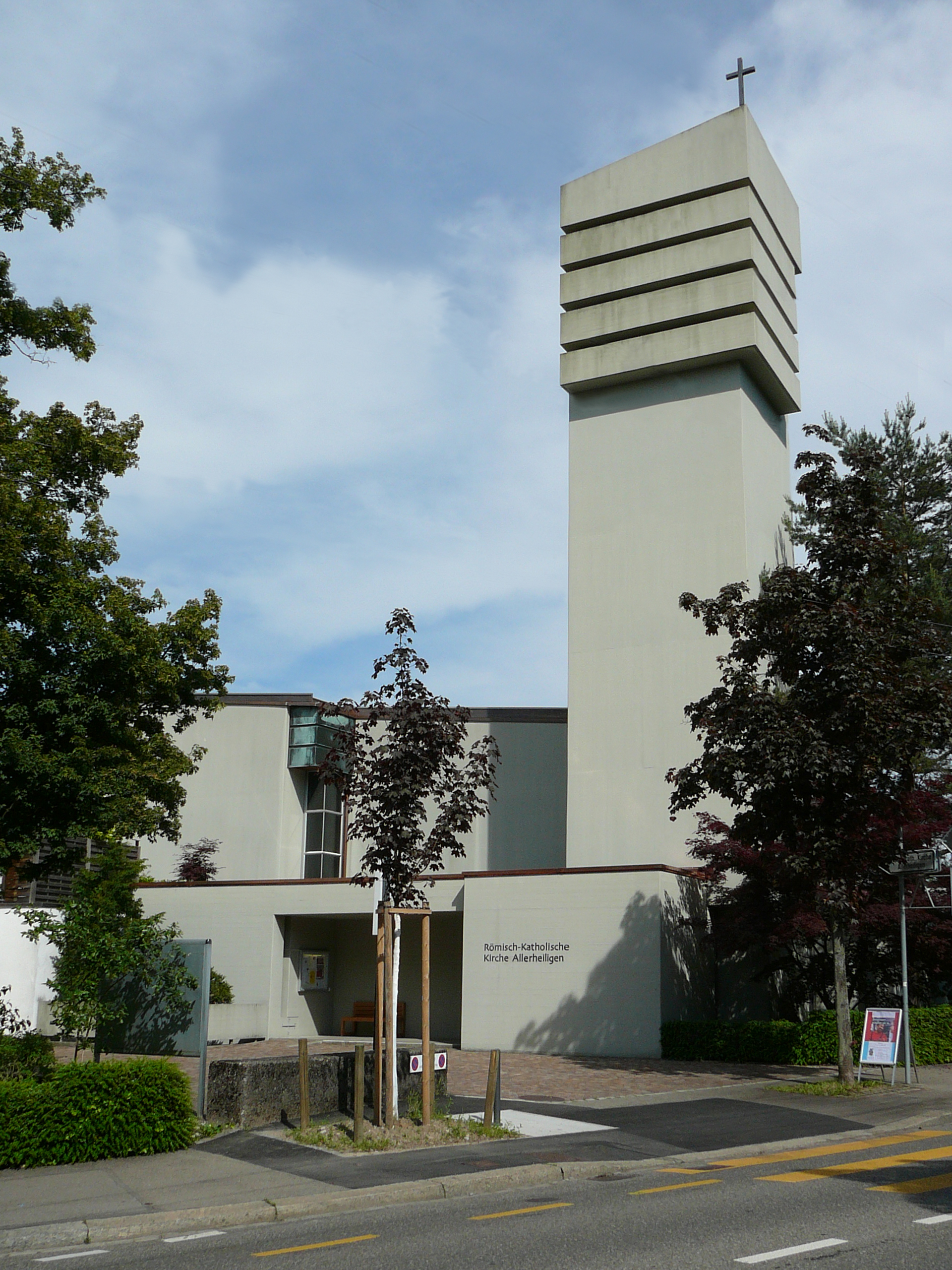
Die Pfarrkirche Allerheiligen von aussen

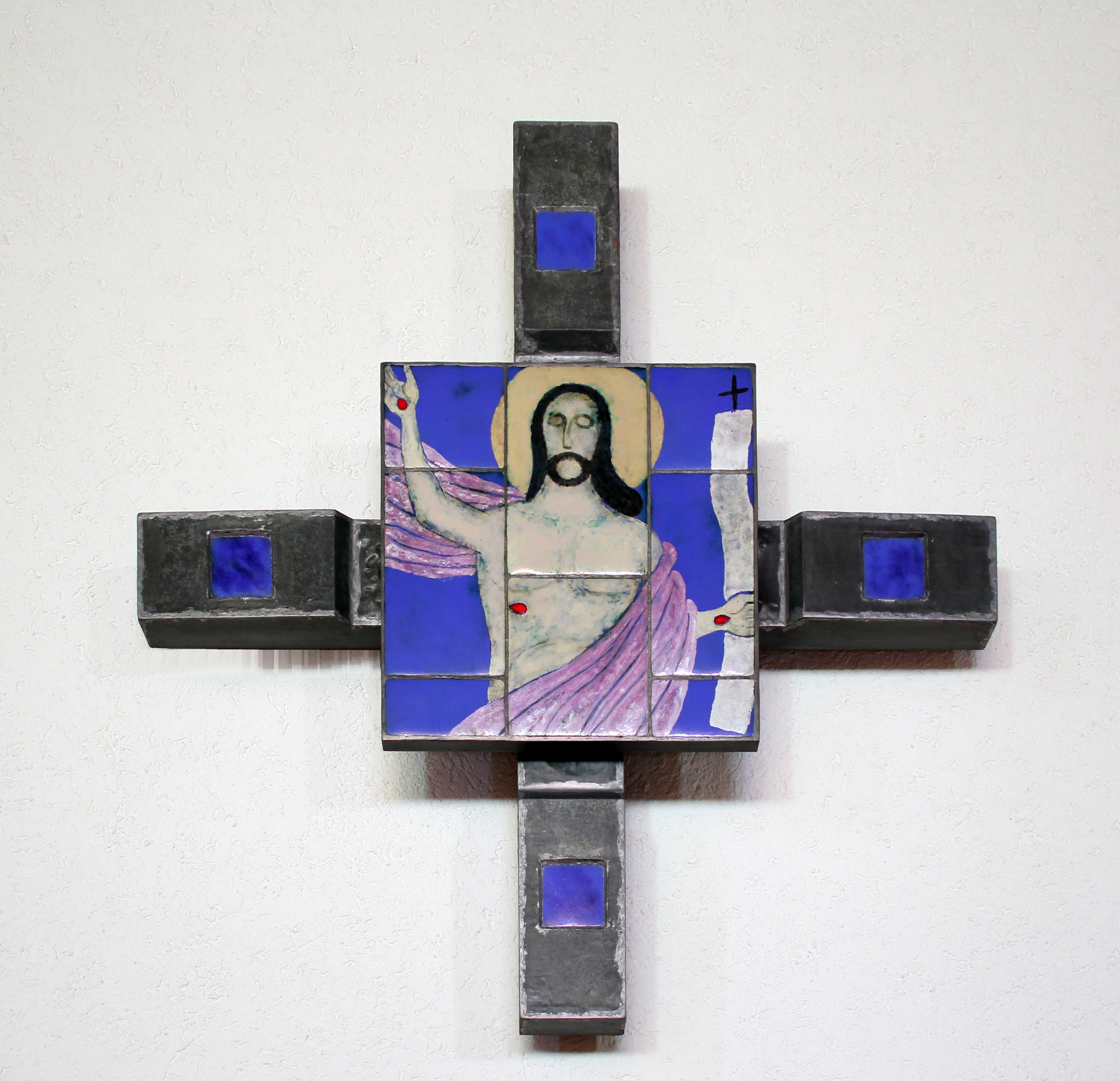
Wandkreuz aus Email von Alfred Huber, 1979

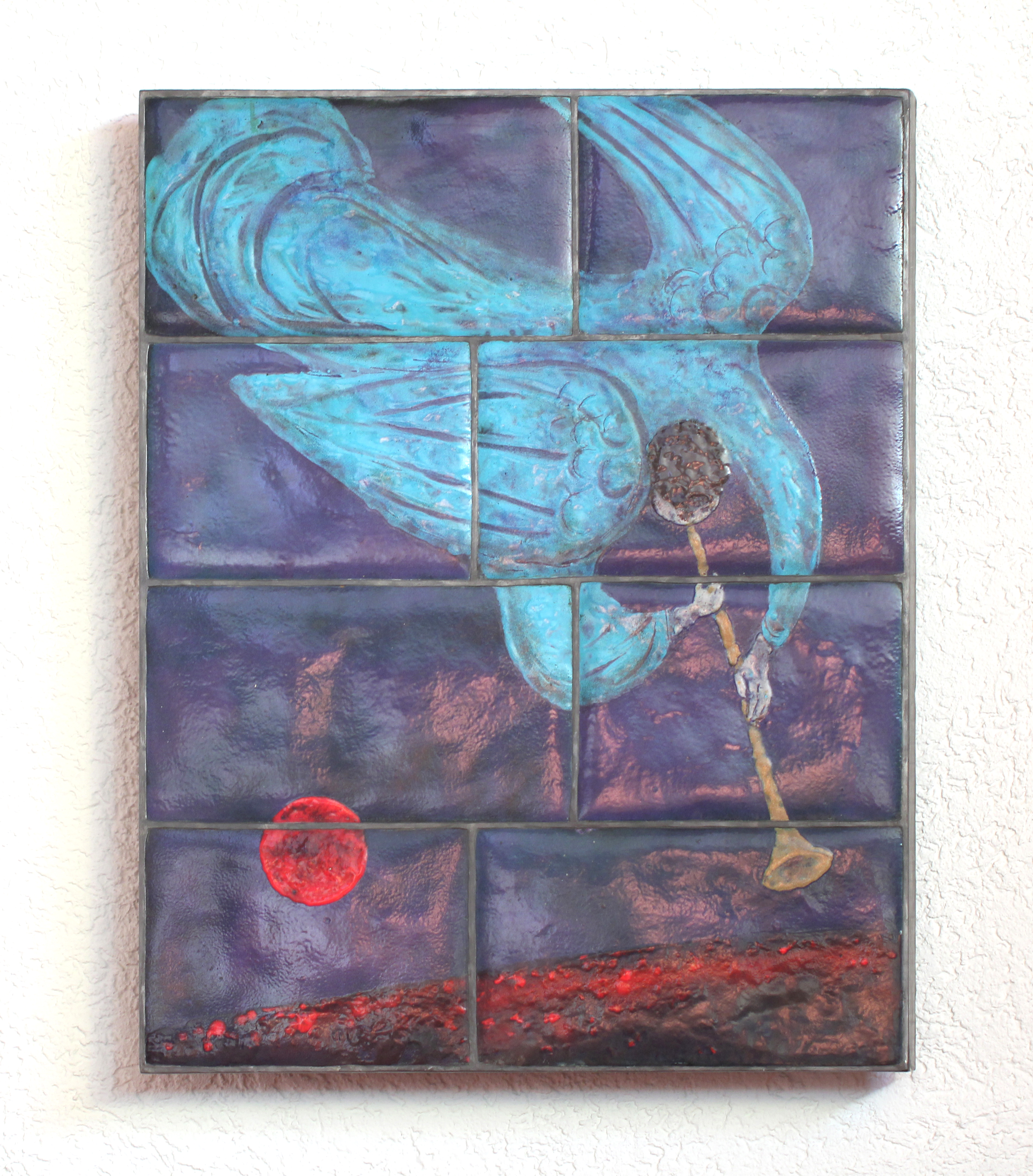
Posaunenengel von Alfred Huber, 1979

Die Kirche Allerheiligen ist die römisch-katholische Pfarrkirche für das Gebiet Neuaffoltern. Sie befindet sich an der Grenze zwischen den Zürcher  Quartieren Affoltern, Unterstrass und Oerlikon. Sie gilt als der erste Kirchenneubau des Bistums Chur, in dem die Konstitution über die heilige Liturgie des Zweiten Vatikanischen Konzils umgesetzt wurde.

## Geschichte

### Hintergründe
Bis zum Ende des Zweiten Weltkrieges war Affoltern  ein bescheidenes Dorf, das 1934 von der Stadt Zürich eingemeindet worden war. Als in den 50er Jahren ein reger Bauboom einsetzte, verfünffachte sich die Einwohnerzahl Affolterns von 1941 bis 1970 beinahe von 3300 auf 18000 Personen. Neben anderen Elementen der Infrastruktur benötigten die Neuzuzüger des Quartiers auch neue Kirchen, weshalb entlang der Wehntalerstrasse, der wichtigsten Strasse Affolterns, im Laufe der Zeit vier neue Kirchen entstanden: die beiden reformierten Kirchen Matthäus und Glaubten sowie die beiden katholischen Kirchen St. Katharina und Allerheiligen. Das Gebiet Neuaffoltern liegt an der Grenze der Quartiere Affoltern und Oerlikon zum Quartier Unterstrass; die Allerheiligenkirche befindet sich genau an der Quartiergrenze und liegt auf dem Gebiet von Unterstrass. Als Pfarrei ist Allerheiligen auch für einen kleinen Teil von Unterstrass und einen Teil von Oerlikon zuständig, der wesentlich grössere Teil des Pfarreigebiets von Allerheiligen stellt jedoch das zu Affoltern gehörende Gebiet Neuaffoltern dar.

### Baugeschichte
Um den zugezogenen Quartierbewohnern im neu entstandenen Quartier Neuaffoltern eine Kirche zu bauen, kaufte die Stiftung der benachbarten Pfarrei Bruder-Klaus (Unterstrass) 1946 das Baugrundstück an der Wehntalerstrasse. Weil die katholische Kirche im Kanton Zürich erst 1963 öffentlich-rechtlich anerkannt wurde, musste das Geld für den Neubau dieser Kirche durch Spenden gesammelt werden. Dank Beiträgen aus der ganzen Schweiz konnte bereits an Weihnachten 1953 eine Notkirche auf dem Baugrund der heutigen Kirche eingeweiht werden, welche nach Plänen von Karl Higi (1920–2008) errichtet wurde und 130 Menschen Platz bot. Nachdem in den Folgejahren auf auch das Pfarrhaus erbaut worden war, folgte in den Jahren 1963/64 der Bau der heutigen Kirche, welche ebenfalls von Karl Higi erbaut wurde. Sie steht auf engem Baugrund zwischen dem bereits gebauten Pfarrhaus und der zum Kirchgemeindesaal umfunktionierten ersten Kirche. Diese Kirche sollte sowohl den ästhetischen Erwartungen, die einem Kirchbau entgegengebracht werden, als auch dem Platzbedarf der stetig wachsenden Gemeinde entsprechen. Am 28. Juni 1964 wurde die Kirche Allerheiligen durch Diözesanbischof Johannes Vonderach  eingeweiht.
In den Jahren 1987 bis 1989 erfolgte ein Innenumbau durch Architekt Peter Ender, 2000 wurde die Krypta neu gestaltet.

### Gegenwart
Die Pfarrei zählt 3'328 Mitglieder (Stand 2021) und zählt damit zu den kleineren römisch-katholischen Kirchgemeinden der Stadt Zürich. Aufgrund des neu eingesetzten Baubooms in Zürich-Nord und dem Ersatz älterer Häuser durch hochwertige Neubauten erlebt das Quartier Neuaffoltern derzeit einen Umbruch: Das traditionelle Arbeiterquartier wird zu einem Gebiet mit durchmischter Bevölkerung. Die Anzahl der Pfarreimitglieder soll aufgrund des verdichteten Bauens tendenziell ansteigen.

### Namensgebung
Weil die Kirche in unmittelbarer Nähe zum Friedhof Nordheim  liegt, einem der grössten Friedhöfe der Stadt Zürich, erhielt die Pfarrei den Namen Allerheiligen. Damit wird an den katholischen Festtag Allerheiligen  (1. November) erinnert, an dem aller Heiligen gedacht wird, auch solcher, die nicht heiliggesprochen sind.

## Kirchturm und Glocken
Dank des markanten Kirchturms ist die Pfarrei an der baumbesetzten Wehntalerstrasse gut sichtbar. Das schmiedeeiserne Turmkreuz ist ein Geschenk der reformierten Kirchgemeinde Affoltern.
Die Kirche besitzt ein fünfstimmiges Geläut, das von der Glockengiesserei H. Rüetschi, Aarau gefertigt wurde. Am 6. Juni 1964 erfolgten die Weihe und der Aufzug der Glocken in den Kirchturm.
| Nummer | Gewicht | Durchmesser | Ton | Widmung                       |
| ------ | ------- | ----------- | --- | ----------------------------- |
| 1      | 3025 kg | 174 cm      | B   | Dreifaltigkeit                |
| 2      | 1737 kg | 145 cm      | des | Maria, Königin aller Heiligen |
| 3      | 885 kg  | 116 cm      | f   | St. Josef                     |
| 4      | 528 kg  | 97 cm       | as  | Felix und Regula              |
| 5      | 389 kg  | 87 cm       | b   | Arme Seelen                   |

## Gebäude
Die Kirche Allerheiligen ist ein gutes Beispiel für einen modernen Sakralbau aus Sichtbeton. Auffallend sind der kraftvolle Umgang mit geschlossenen Kuben und Flächen, welche durch lichtführende schmale Öffnungen aufgebrochen werden, und die zurückhaltende Gestaltung des Baus mittels schlichter Formen und Materialien im Innern (Sichtbeton, Verputz, Holzdecke und Tonplattenboden). Der Eindruck eines modernen Sakralraums wird in Allerheiligen durch den Gegensatz von wuchtigen Bauelementen auf der einen Seite und einfachen Materialien und einer dezenten Lichtführung auf der anderen Seite erreicht. Neben dem Kirchendach erhebt sich der Kirchturm, der ursprünglich in Sichtbeton gehalten worden war, später weiss gefasst wurde. Das Pultdach der Kirche neigt sich gegenläufig zum Turmabschluss.

## Ausstattung

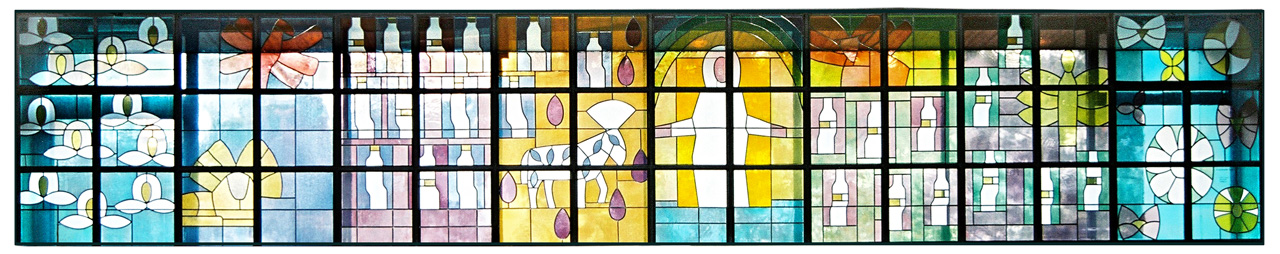
Glasfenster der Kirche Allerheiligen in Zürich

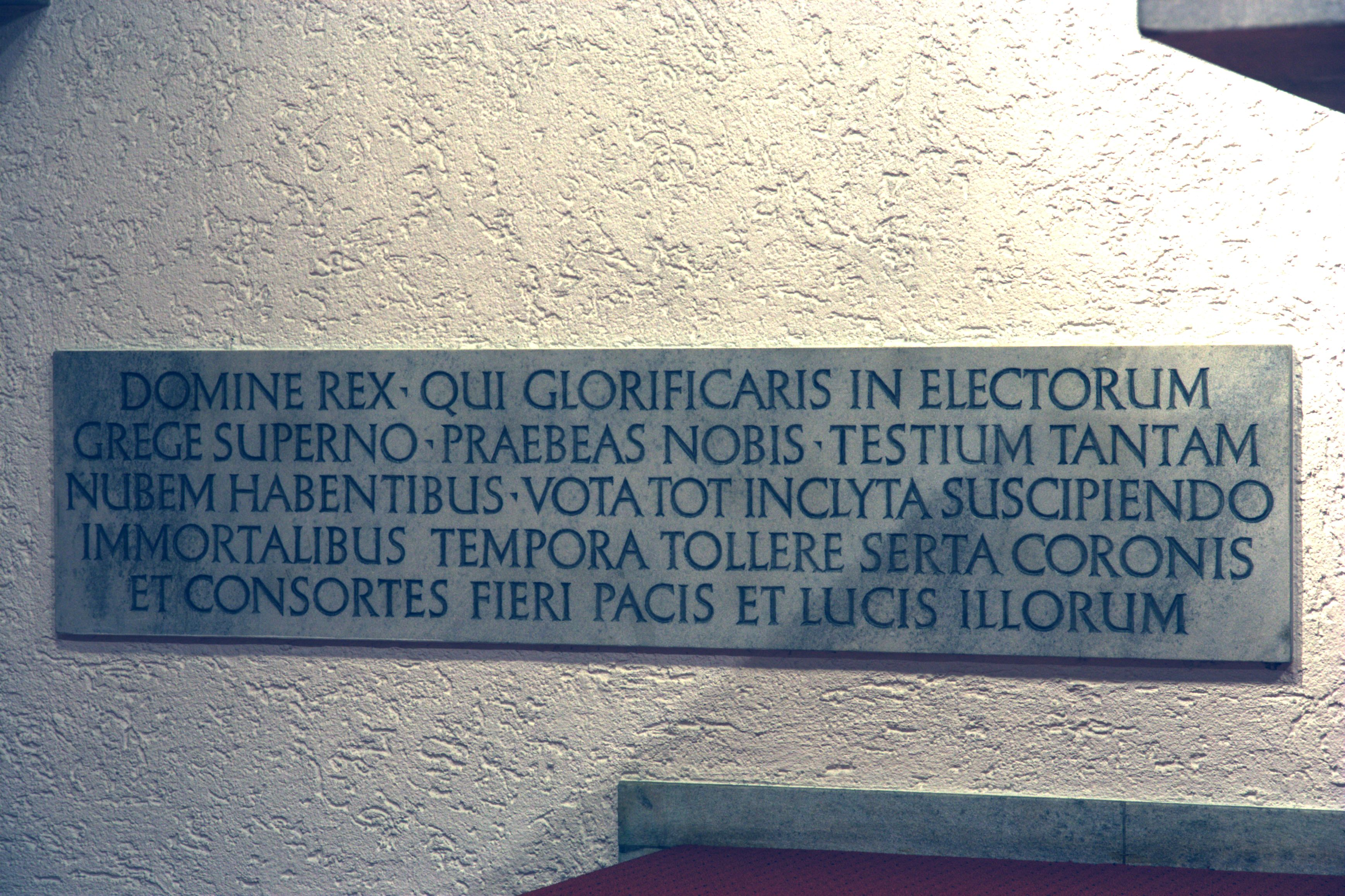
Die Inschrift in der Krypta

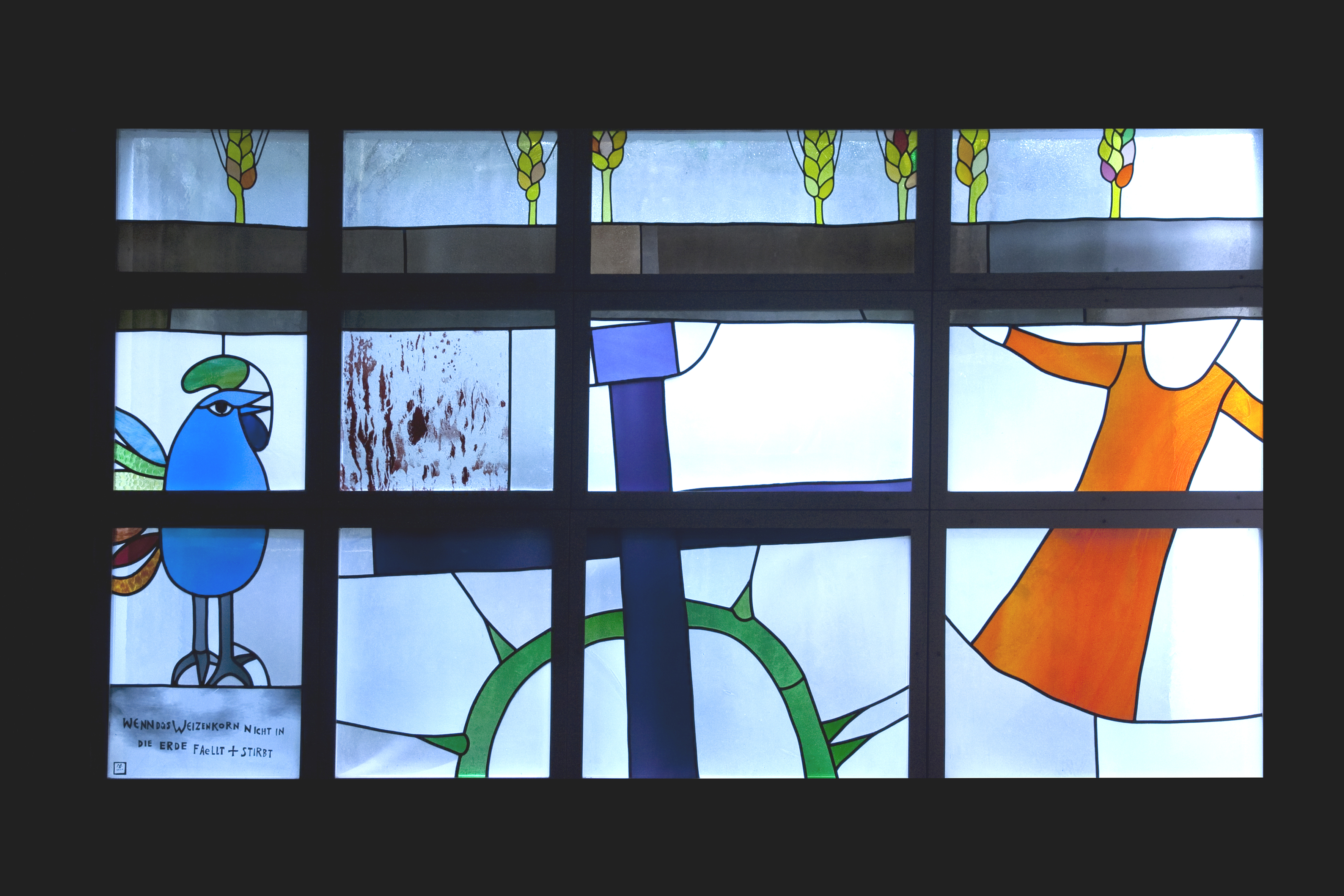
Das Glasfenster in der Krypta von Max Rüedi, 1964

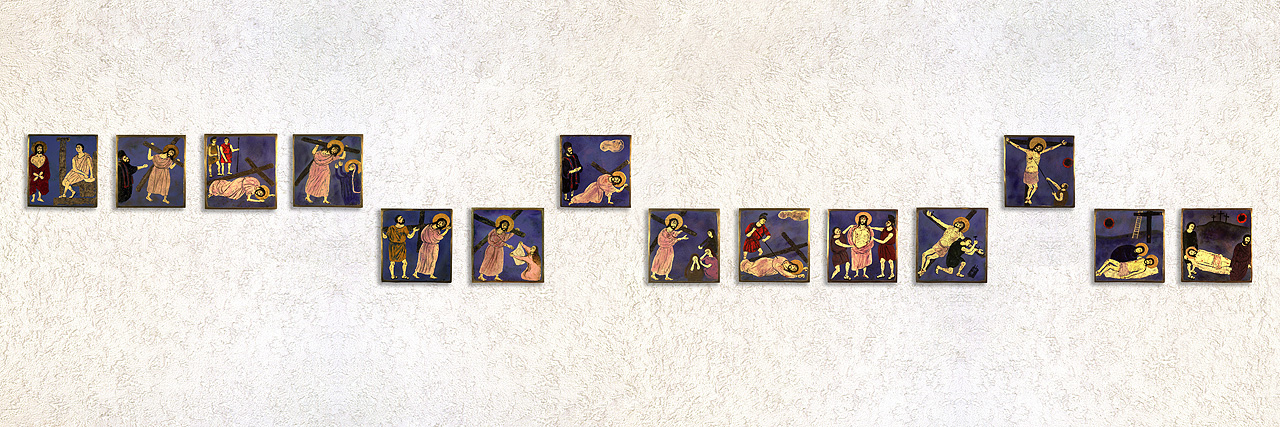
Kreuzwegstationen an der rechten Wand

### Theologischer Hintergrund
Allerheiligen gilt als der erste moderne Kirchenbau der Diözese Chur, in dem die Konstitution über die heilige Liturgie  des Zweiten Vatikanischen Konzils  sowie die daraus resultierenden Dokumente umgesetzt wurden. Spätere Kirchbauten und Umgestaltungen bestehender Kirchen im Bistum Chur folgten dieser Raumkonzeption.
Diesem Paradigmenwechsel des Zweiten Vatikanischen Konzils folgend, präsentiert sich der Innenraum der Kirche Allerheiligen nicht als Längsbau mit Priesterchor, sondern als Querbau, der die Mahlgemeinschaft von Volk und Priester um den leicht erhöhten Altar verdeutlicht. Ebenfalls aufgrund dieser Liturgiereform wurde von Anfang an der Taufstein nicht wie früher üblich im hinteren Teil der Kirche aufgestellt, sondern unmittelbar neben dem Altar. Erstmals in einer katholischen Kirche des Bistums Chur wurde zudem der Tabernakel nicht mehr auf dem Altar, sondern hinter dem Altar in einer Nische an der Chorwand aufgestellt. Die Gestaltung des Tabernakels sowie des Ewigen Lichtes stammt von Ferdinand Gehr.

### Ursprüngliche Gestaltung
Wie bei der zehn Jahre später ebenfalls von Karl Higi erbauten Kirche Heilig Geist (Zürich-Höngg) erregte auch in Allerheiligen die Gestaltung des Innenraums einiges Aufsehen: Der wuchtige Baukörper, die rechtwinklige Platzierung der Kirchbänke auf drei Seiten des Altares und die Nüchternheit des Kirchraumes waren ungewohnt für die katholischen Kirchgänger. Die Kirche besitzt zwar Buntglasfenster, die sich aber ausschliesslich im oberen Teil der rückseitigen Kirchenwand befinden und somit dem Betrachter zunächst verborgen bleiben. Sie wurden von Karl Ammann geschaffen und zeigen Elemente aus dem vierten und fünften Kapitel der Offenbarung des Johannes. Die anderen drei Wände der Kirche besitzen keine Fenster. Einzig in der vorderen Kirchenwand befindet sich eine Tabernakelnische, durch deren Öffnung indirektes Tageslicht spärlich in die Kirche dringt. Der Altar, der Taufstein und der ursprüngliche Ambo wurden vom Tessiner Bildhauer Pierino Selmoni in einfachen kubischen Formen aus Cristallino-Marmor geschaffen. Um die Ebenbürtigkeit von Wortgottes- und Eucharistiefeier zu verdeutlichen, wurde der Altar nicht in die Mitte des Altarraums gestellt, sondern rechts davon; analog dazu befand sich der Ambo losgelöst vom Altar auf der linken Seite des Altarraums.

### Anpassungen
Weil viele Kirchbesucher die vordere Kirchenwand als kahl und abweisend empfanden, beauftragte die Pfarrei im Jahr 1979 den Künstler Alfred Huber aus Rümlang, die Kirche aufzuwerten. Im Zuge dieser Umgestaltung wurden aus Email das grosse Kreuz an der vorderen Kirchenwand mit dem Bildnis des auferstandenen Christus, der Auferstehungs-Engel mit Posaune an der rechten Seitenwand sowie die Kreuzweg-Stationen, die an der rechten Wand des Kirchenumgangs angebracht sind, geschaffen. Die Künstlerin Elisabeth Stutz wob den Wandteppich, der sich an der vorderen Kirchenwand befand. Ebenfalls wurde der ursprüngliche schlichte Ambo durch einen Ambo mit blauen Siegeln und Wellenlinien als Symbol des Heiligen Geistes ersetzt. In der Weihnachtszeit fand ein Ambo mit eingeschnitzten Krippenfiguren Verwendung.
Als im Jahr 2009 die neue Orgel im vorderen Teil der Kirche aufgestellt wurde, gestaltete man auch den Altarraum um. Der Altar wurde in die Mitte des Altarraumes gerückt, der zweite Ambo der Kirche ersetzt durch einen vom Künstler Josef Caminada, Zürich neu geschaffenen dritten Ambo, der sich durch seine dezente Gestaltung harmonisch zum Altar hinzufügt. Weil sich die neue Orgel auf der linken Seite der vorderen Kirchenwand befindet, versetzte man den Taufstein auf die rechte Seite des Altarraums.

### Muttergotteskapelle

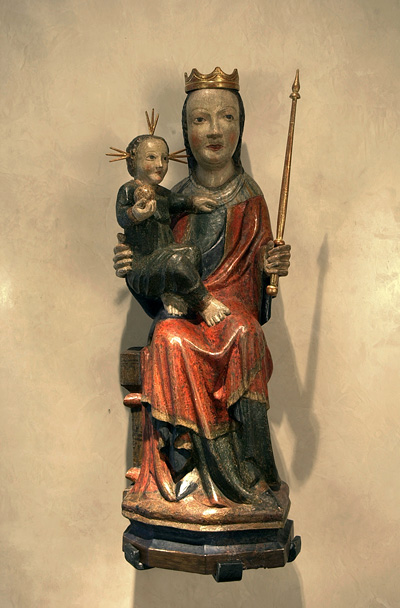
Holzstatue Muttergottes

Quer in die linke Seitenwand der Kirche eingelassen befindet sich die Muttergotteskapelle. Eine Holzstatue der Muttergottes aus dem 14. Jahrhundert bildet deren Zentrum. Der Künstler Ferdinand Gehr schuf die Deckenmalerei der Kapelle. Die weitere ursprüngliche Gestaltung erhielt die Kapelle vom Zürcher Bildhauer Paul Speck. Im Jahr 1992 wurden bei einer Umgestaltung der Kapelle die ungewohnten weissen Keramikwände, welche das Kerzenlicht widerspiegeln sollten, mit Verputz überdeckt.

### Krypta
Im Untergeschoss der Kirche befindet sich die Krypta. Aus der ursprünglichen Gestaltung geblieben sind der Altar, das Ewige Licht sowie eine Steintafel an der Wand hinter dem Altar mit einer lateinischen Inschrift. Diese drei Werke schuf der Tessiner Bildhauer Pierino Selmoni. Im Sockel des Ewigen Lichtes ist eine Reliquie des Hl. Bruder Klaus eingelassen. Die lateinische Inschrift der Steintafel drückt die Hoffnung der Menschen aus, dass Gott auf die Fürsprache aller Heiligen (vergleiche die Widmung der Kirche an Allerheiligen) den Menschen gewähre, dereinst in den Himmel zu kommen. Der Text stellt somit den Bezug zwischen allen Heiligen, den Toten (auf dem nahe gelegenen Friedhof Nordheim) und den lebenden Gläubigen dar. Die deutsche Übersetzung der lateinischen Inschrift lautet: Herr, (unser) Gott, der du verherrlicht wirst im erhabenen Kreise der Heiligen, bitte erlaube es uns, die wir eine so grosse Schar an fürbittenden Heiligen haben, indem du die so zahlreichen und berühmten Fürbitten den unsterblichen (Heiligen) zugestehst, (nämlich) uns die mit Grabeskränzen behangene Zeit zu beenden und lass uns teilhaftig werden am Frieden und Licht jener (Heiligen).
Ein weiteres Werk, das sich aus der ursprünglichen Gestaltung der Krypta erhalten geblieben ist, ist das Glasfenster des Zürcher Künstlers Max Rüedi. Es ist das zweite Kirchenfenster des Künstlers und wurde im Jahr 1964 eingebaut. Max Rüedi griff die Thematik von Allerheiligen auf und versah das Fenster mit Symbolen der Passion Jesu Christi. Von links nach rechts sind der Hahn, das Kreuz, die Dornenkrone und das Kleid Jesu Christi abgebildet. Über diesen Elementen der Passion ist eine Erdschicht mit wachsendem Weizen dargestellt. Der Gestaltung dieses Kirchenfensters basiert auf dem Jesuswort aus dem Johannes-Evangelium: Wenn das Weizenkorn nicht in die Erde fällt und stirbt.
Im Jahr 2000 wurde die Krypta umgestaltet und erhielt einen Tabernakel und ein Weihwasserbecken, die von Josef Caminada, Zürich gestaltet wurden. In der Adventszeit findet der ursprünglich für die Kirche aus Holz geschnitzte, nun für die kleinere Krypta angepasste Adventsambo Verwendung.

## Orgel

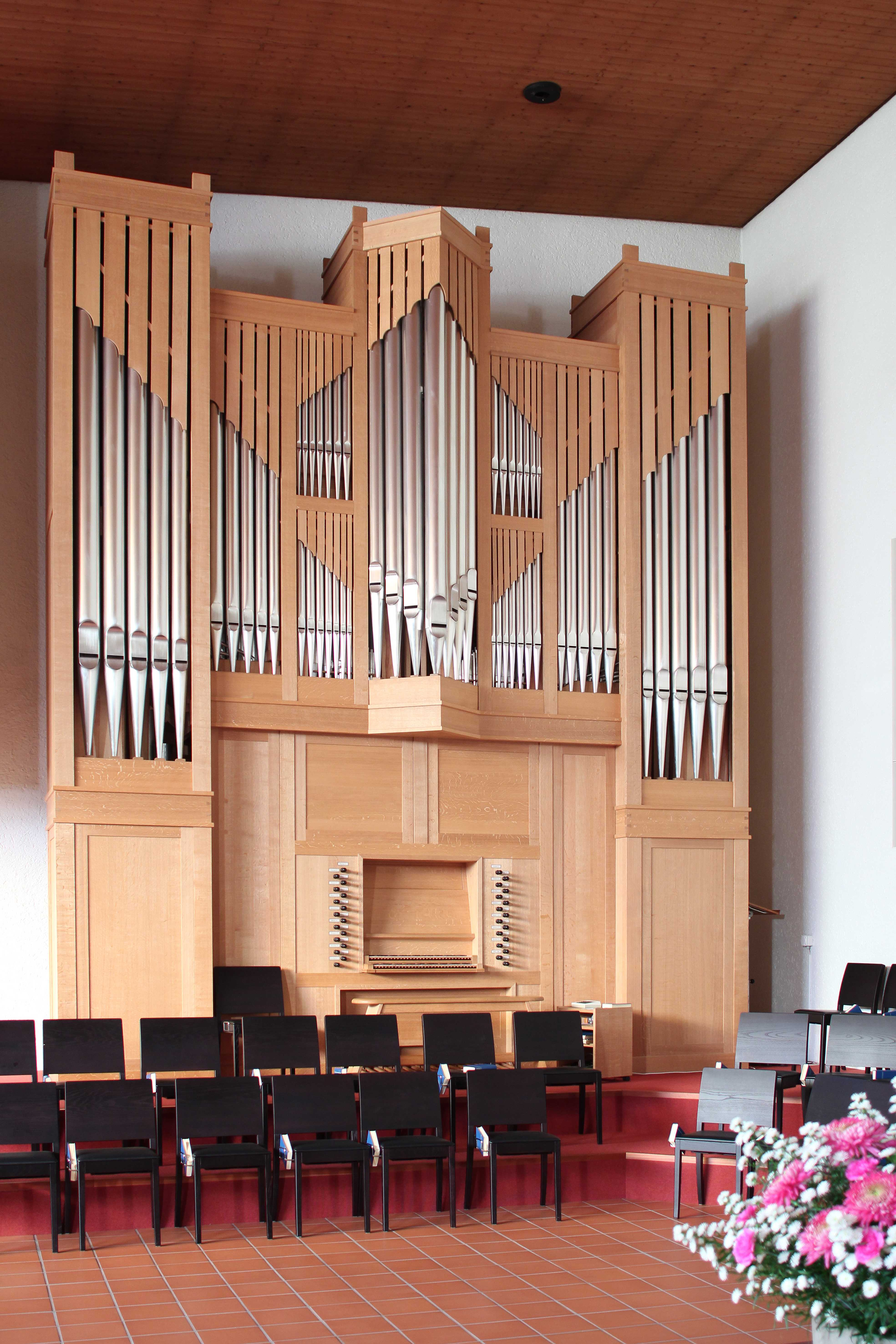
Die Edskes-Orgel von 2009

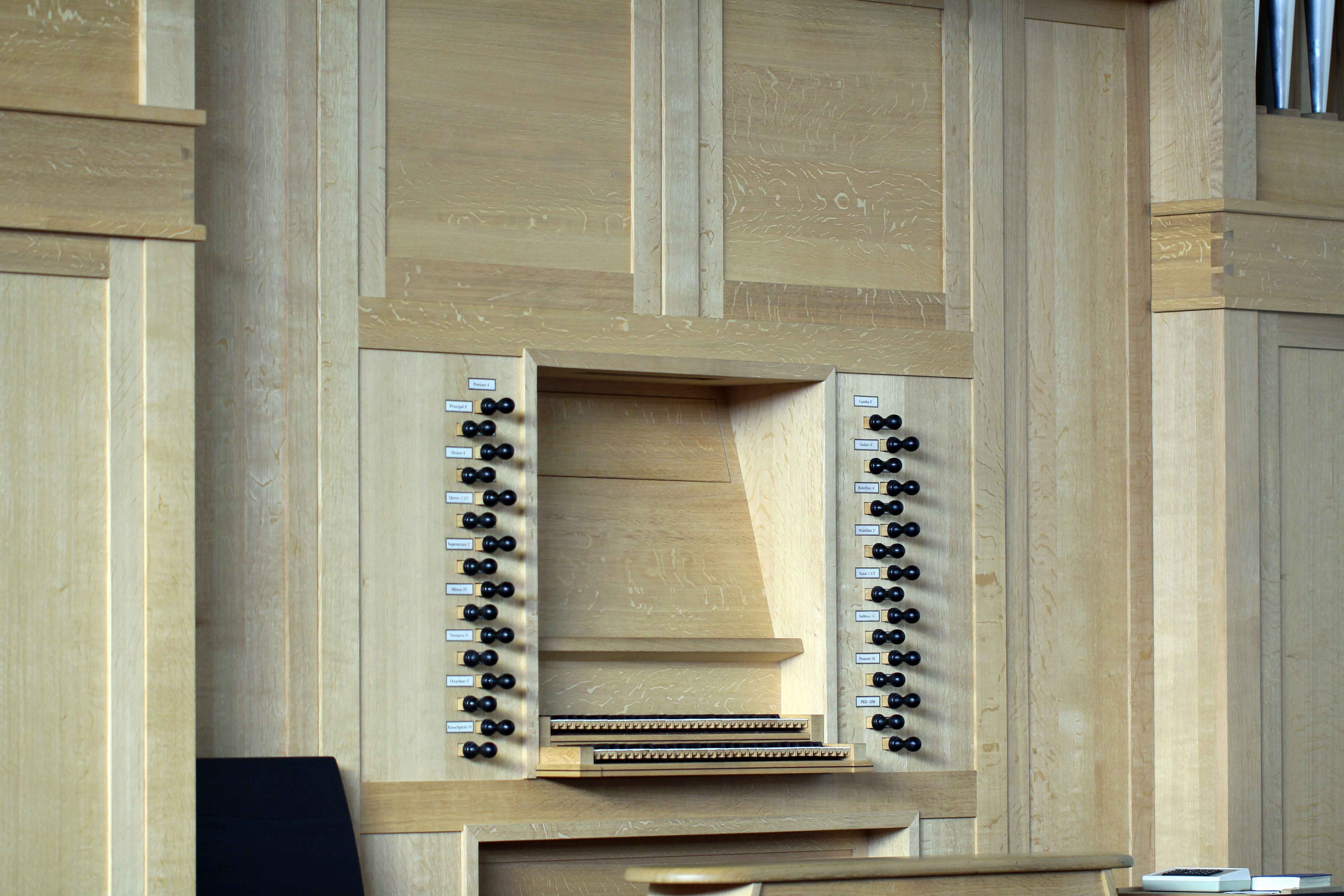
Der Spieltisch

Bereits im Weihejahr 1964 wurde in die Kirche Allerheiligen eine erste Orgel eingebaut, welche von der Firma Schamberger in Uster gefertigt worden war. Diese Orgel befand sich auf der Empore an der rechten Seitenwand der Kirche. Als im Jahr 2006 ein Wassereinbruch diese erste Orgel schwer beschädigte, entschied die Pfarrei, einen Orgelneubau zu realisieren und gleichzeitig den Standort der Orgel zu verändern. Indem man die neue Orgel auf der linken Seite des Altarraumes aufstellte und gleichzeitig mit einem Chorpodest umgab, verlieh man dem Stellenwert der Kirchenmusik auch räumlichen Ausdruck.
Im Jahr 2009 wurde die neue, von Bernhardt Edskes geschaffene Orgel eingeweiht. Sie hat 27 Register, verteilt über zwei Manuale und Pedal.
Die Disposition der Orgel:
| Hauptwerk C–f3 |        |
| Bourdon        | 16′    |
| Principal      | 8′     |
| Hohlflöte      | 8′     |
| Salicional     | 8′     |
| Quintade       | 8′     |
| Octave         | 4′     |
| Spitzflöte     | 4′     |
| Quinte         | 2 ⁄3′  |
| Superoctave    | 2'     |
| Terz           | 1 3⁄5′ |
| Mixtur IV      |        |
| Trompete       | 8′     |

| Oberwerk (schwellbar) C–f3 |       |
| Gedackt                    | 8′    |
| Gamba                      | 8′    |
| Praestant                  | 4′    |
| Rohrflöte                  | 4′    |
| Octave                     | 2′    |
| Waldflöte                  | 2′    |
| Nasat                      | 1 ⁄3′ |
| Sesquialter II             |       |
| Scharf III                 |       |
| Dulcian                    | 8′    |

| Pedal C–f1                   |     |
| Subbass                      | 16′ |
| Octavbass                    | 8′  |
| Octave                       | 4′  |
| Rauschpfeife IV (reserviert) |     |
| Posaune                      | 16′ |
| Trompete                     | 8′  |

- Koppeln: II/I, I/P, II/P
- Tremulant